# Sobreposta
Sobreposta ist eine Gemeinde im Norden Portugals.

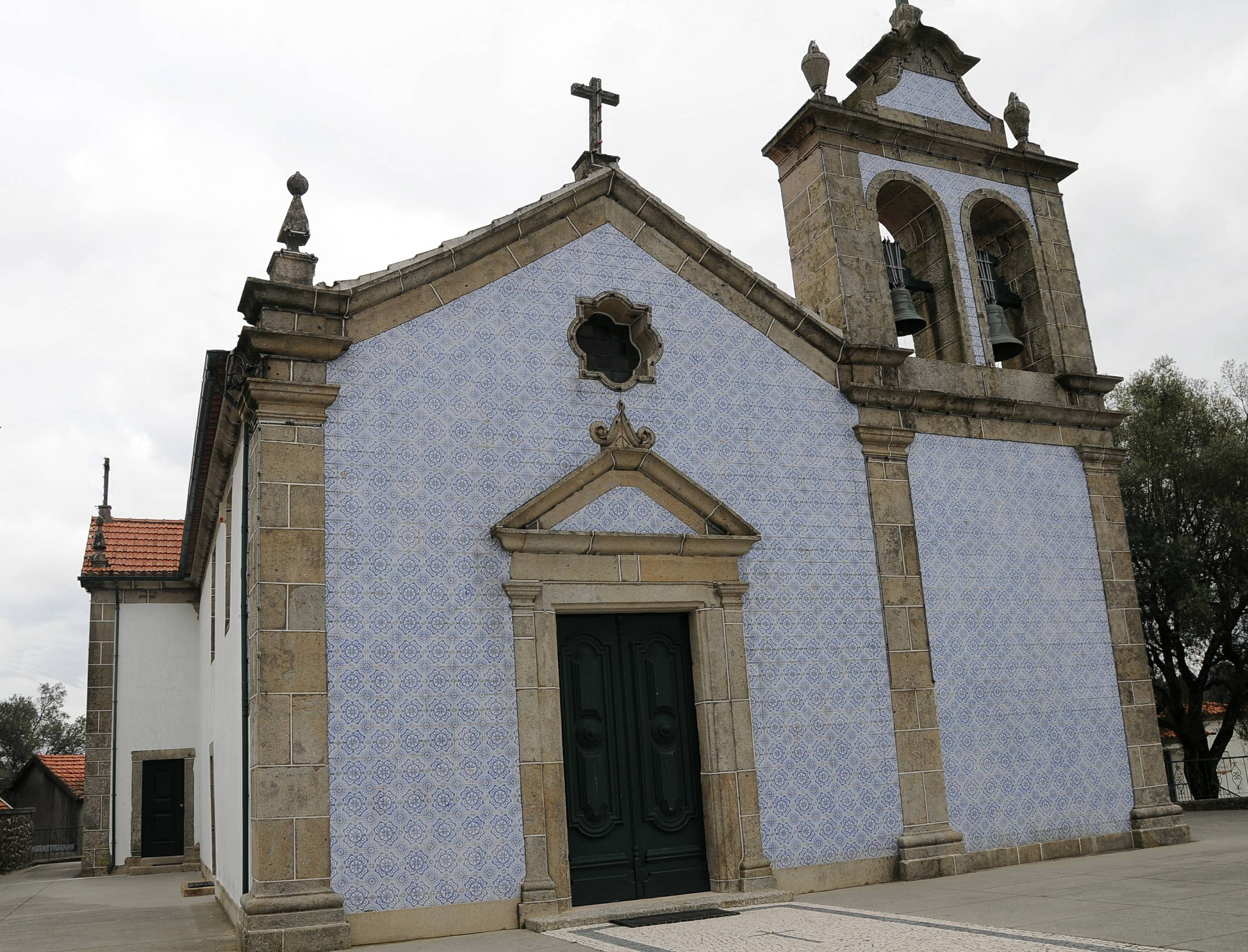
Kirche von Sobreposta

Sobreposta gehört zum Kreis Braga im gleichnamigen Distrikt Braga, besitzt eine Fläche von 6,0 km² und hat 1267 Einwohner (Stand 19. April 2021).

## Geschichte
Sobreposta wird ein erstes Mal im Jahr 1134 als Lageosa, den Namen der unabhängigen Gemeinde, erwähnt. Im 18. Jahrhundert wurde Lageosa eingemeindet.